# 荃灣中心槍戰
荃灣中心槍戰發生在1992年12月1日的香港，發生於荃灣中心廣州樓23樓，特別任務連圍捕持械匪幫，對一單位進行強攻進入。匪徒拒捕，並且向特別任務連人員開火，爆發警匪槍戰。匪徒以AK-47突擊步槍還擊，逃走時從高空向地面投擲手雷。最後6名匪徒全部被拘捕；事件中，3名特別任務連人員受傷（其中一名警長被匪徒於逃走時從高空向地面投擲的手榴彈造成了嚴重創傷，失去眼球，被迫退出特別任務連行動組）和4名探員受傷。
事件後，全體特別任務連人員獲得頒授警務處處長嘉許狀，其中3位（警司司馬輝、警長張光強和李文瀛。）代表獲得英女皇英勇金葉獎。

## 資料來源
1. ↑  .   [2011年4月24日]. （原始内容存档于2014年4月19日）.

## 外部連結
- 荃灣中心槍戰新聞片段 （页面存档备份，存于）
- 亞洲電視新聞片段之一 （页面存档备份，存于）
- 亞洲電視新聞片段之二 （页面存档备份，存于）